# Обергаузен-Райнгаузен
Обергаузен-Райнгаузен (нім. Oberhausen-Rheinhausen) — громада в Німеччині, знаходиться в землі Баден-Вюртемберг. Підпорядковується адміністративному округу Карлсруе. Входить до складу району Карлсруе.
Площа — 18,95 км2. Населення становить 9542 ос. (станом на 31 грудня 2020).